# SWMRS
SWMRS (ранее «Emily’s Army») — американская поп-панк группа, образованная в 2004 году в городе Окленд, штат Калифорния гитаристом Коулом Беккером и барабанщиком Джоуи Армстронгом. Спустя несколько недель после основания, к группе присоединился брат Коула — Макс. В таком составе группа начала свою деятельность под названием Emily’s Army (в честь больной муковисцидозом двоюродной сестры Коула и Макса — Эмили). Позже, в 2009 году, в состав вошел гитарист Тревис Ньюмен. Однако, в 2014 году из-за разногласий, связанных с творчеством, Ньюмен покинул коллектив. 14 июня 2011 года вышел первый студийный альбом — Don’t Be a Dick и содержал 6 перезаписанных песен, ранее существовавших в виде демо записей и EP. 11 июня 2013 года выходит второй альбом группы — Lost at Seventeen. После выхода в июле 2014 года EP SWIM, смены музыкального стиля с поп-панка на сёрф-рок и ухода Ньюмена (его место занял Себастьян «Себ» Мюллер, ранее записавший саксофон для одной из песен в Lost at Seventeen), Emily’s Army переименовали группу в swimmers, а затем в SWMRS. Под этим названием 8 сентября 2015 года они выпускают свой первый EP Miley/Uncool уже на своем собственном лейбле Uncool Records. 6 ноября 2015 года группа анонсировала свой первый полноценный альбом Drive North, который увидел свет 12 февраля 2016 года.

## История группы

### Образование
Группа была образована Коулом Беккером и Джоуи Армстронгом в 2004 году, после просмотра фильма Школа рока с Джеком Блэком. Позже в качестве басиста и совокалиста к ним присоединился Макс Беккер. Изначально группа называлась The Raining Souls, но название не прижилось, поэтому его быстро заменили на The Clocks. Поняв, что коллективов с таким названием существует довольно много, ребята вновь изменили название. Теперь они стали называться Emily’s Army, в честь двоюродной сестры Макса и Коула. Целью создания группы был сбор средств для изучения муковисцидоза. Emily’s Army стали самой молодой на тот момент группой, выступавшей в 924 Gilman Street. В 2008 году на своей странице в MySpace группа выложила первые демо записи, под общим названием This Kid. И хотя This Kid не являлся полноценным студийным альбомом, некоторые песни оттуда впоследствии были использованы в дальнейшей карьере Emily’s Army. Так, например, песня «Burn Apollo» была перезаписана и включена в дебютный альбом Don’t Be a Dick, а песни «Queens» и «I Need to Be Fixed» исполнялись во время живых выступлений в 2012 году.

### Don’t Be a Dick (2011)
В 2009 году к группе присоединяется гитарист Тревис Ньюмен. В текущем составе Emily’s Army записали несколько EP: Goody Two Shoes, Broadcast This и Regan MacNeil. Весь 2010 год группа провела, выступая на различных фестивалях в Калифорнии, репетируя и записывая свой первый студийный альбом под руководством Билли Джо Армстронга, впервые выступившим в качестве продюсера.
14 июня 2011 года под лейблом Adeline Records выходит первый полноценный альбом Emily’s Army под названием Don’t Be a Dick (рус. «Не Будь Придурком»). Заметное влияние на стиль и звучание песен оказала панк музыка, в частности раннее творчество Green Day. Группа отправилась в тур в поддержку альбома, посетив Западное и Восточное побережье США, а также выступила вместе с другими коллективами на Warped Tour в конце 2012 года.

### Lost at Seventeen (2013)
Продолжая работать с Армстронгом в качестве продюсера, группа готовится к записи своей второй пластинки. Lost at Seventeen был выпущен 11 июня 2013 года совместными усилиями звукозаписывающих компаний Adeline Records и Rise Records. Второй альбом стал более продолжительным, а тексты «взрослее» и разнообразнее. В музыкальном плане Emily’s Army также сделали шаг вперед, хотя и ушли от привычных канонов поп-панка в сторону поп-рока. Основными треками в альбоме стали «Part Time Bum», «Gübermensch», «The Rescuers», «Lost at 17» и кавер версия на песню группы Fast Cars «The Kids Just Wanna Dance». Помимо этого, были сняты клипы на песни «War», «The Rescuers» и «Gübermensch». После выхода Lost at Seventeen группа вновь отправилась в тур, приняв участие в Vans Warped Tour, а также впервые посетив Великобританию.

### SWIM., уход Ньюмена и смена названия (2014—2015)
30 июня 2014 года Emily’s Army выпустили клип на песню «Aliens Landing», одновременно анонсировав новый EP под названием SWIM, состоящий из четырех песен («Aliens Landing», «High Waisted Shorts», «Ammonia And Bleach», «You Bit Me»), каждая из которых впоследствии получила собственный клип. SWIM ознаменовал собой переход группы с панк музыки на более узконаправленный сёрф-рок. Однако, идея смены стиля не понравилась гитаристу группы — Тревису Ньюмену, который покинул коллектив сразу же после выхода EP. Новым гитаристом стал Макс Беккер, ранее игравший на бас гитаре. В свою очередь басистом стал близкий друг группы — Себ Мюллер, исполнявший партию саксофона для песни «Digital Drugs» в альбоме Lost at Seventeen.
Продолжая участвовать в турах и небольших шоу вместе с такими группами, как Matt Grocott & The Shrives и Wasters, Emily’s Army выступали под неброским названием Swimmers. Впоследствии, имя прижилось и уже в сентябре 2014 года было официально изменено. Первой выпущенной песней Swimmers стала кавер версия песни «Dancing on My Own» шведской певицы Робин в октябре 2014 года.
Следующим шагом стал анонс нового EP Palm Trees/Silver Bullet, намеченного на 30 марта 2015 года. Тем не менее, запись была приостановлена, а затем и вовсе отменена в связи со временным уходом Себа из группы ради учебы в колледже (на выступлениях его заменял брат Джоуи Армстронга — Джейкоб). 28 марта, на фестивале Burgerama Мюллер вернулся в состав группы.

### Drive north (2015—2016)
22 июня 2015 года Swimmers анонсировали сентябрьский тур совместно с группами Wavves и Twin Peaks. Также было объявлено о записи нового альбома, выпуск которого должен был состояться в марте 2016 года. Позже на сайт soundcloud были загружены 4 песни: «Stink Eye» (песня была выложена под ником Frankenshark — ранним сайд-проектом группы), «Goodbye, Mrs. Hemingway», «LIKE HARRY DEAN STANTON» и «Song of me and U». 8 сентября 2015 года на независимом лейбле Uncool Records выходит EP под названием Miley/Uncool. Название группы в очередной раз претерпело изменения — «Swimmers» было сокращено до SWMRS. 6 ноября группа выпустила сингл «Figuring It Out», а вскоре после этого, 10 ноября, официально анонсировала свой первый (в качестве SWMRS) студийный альбом под названием Drive North (англ. «поезжайте на север»). Новым продюсером стал вокалист группы FIDLAR — Зак Карпер. Последний, пятый сингл с альбома был выпущен 29 января 2016 года. Сам альбом увидел свет 12 февраля.
13 октября 2016 года на BBC1 Radio было объявлено, что SWMRS подписали контракт с поп-панк лейблом Fueled By Ramen. Кроме того, были выпущены 2 песни: Lose It и ранее отмененная Palm Trees. Обе песни были включены в переизданный Drive north.

## Родственные проекты
Frankenshark
Две песни, «TV Dinner» и «Stink Eye» были выложены на Soundcloud.com под именем Frankenshark.
Matt Grocott & The Shrives
Джоуи Армстронг принимал участие в записи барабанов для первого EP группы Matt Grocott & The Shrives «Turn Me On».
DDG
DDG-группа, созданная Джоуи и Себом в школьные годы. EP «Fact Check» и «A DDG Christmas» бесплатно распространялись на Bandcamp. В записи «A DDG Christmas» также принимали участие Макс и Тревис, а на вокале была Талия Свенсен.
Black Demarco

Продавец мерчендайза SWMRS Тафиа, известный под псевдонимом «Black Demarco» выпустил свою первую песню на Uncool Records и Burger Records 26 ноября 2015 года. В записи также участвовали Джоуи (барабаны) и Джейкоб (гитара и бас) Армстронги.

## Состав группы

#### Нынешний состав
- Коул Беккер — вокал и бэк-вокал, ритм-гитара (2009-настоящее время); клавишные, синтезатор (2015-настоящее время); соло-гитара (2004—2009)
- Макс Беккер — вокал и бэк-вокал, соло-гитара (2014-настоящее время); бас-гитара (2004—2014)

#### Бывшие участники
- Тревис Ньюмен — соло-гитара, бэк-вокал (2009—2014)
- Себ Мюллер — саксофон (2013—2014); бас-гитара, бэк-вокал (2014-2022)
- Джоуи Армстронг — барабаны, перкуссия, бэк-вокал (2004-2022)

#### Концертный состав
- Джейкоб Армстронг — бас-гитара, бэк-вокал (2015, 2018-настоящее время)

## Дискография

##### Студийные альбомы
- Don’t Be a Dick (2011)
- Lost at Seventeen (2013)
- Drive North (2016)
- Berkeley’s On Fire (2019)

##### EP
- Goody Two Shoes (2009)
- Broadcast This (2010)
- Regan MacNeil (2010)
- Swim (2014)
- Miley/Uncool (2015)

##### Демо
- This Kid. (2008)
- I Need To Be Fixed (2008)
- Good Looks (2012)
- Ready Aim Fire (2013)
- Alien’s Landing (2014)
- Miss Your Kiss (2014)
- Sasha (2014)
- Anxiety (2014)